# Flowering Locus C
Le Flowering Locus C  (FLC) est un gène de la boîte MADS qui, dans les écotypes à floraison tardive de la Brassicacée Arabidopsis thaliana, est responsable du processus de vernalisation.
Dans un nouveau semis, FLC est exprimé, ce qui empêche la floraison. Après  une exposition au froid, FLC est moins exprimé et la floraison devient possible. Plus l'exposition au froid est prolongée, plus cet effet est renforcé.
FLC est largement régulé par des modifications épigénétiques et un contrôle transcriptionnel, notamment par les gènes FLK, FCA  et VERNALIZATION2 (VRN2).
Les Arabidopsis sauvages ont des allèles différents pour le gène FLC, qui correspondent à des écotypes qui soit (a) fleurissent rapidement et produisent un certain nombre de générations au cours d'un été (annuelle d'été), soit (b) ne fleurissent qu'après vernalisation (« annuelle d'hiver » ou « floraison tardive »). Ce type de variation peut également être fourni par la variation du gène FRIGIDA (FRI).